# Арчервілл
Арчервілл (англ. Archerwill) — село в канадській провінції Саскачеван. Засноване 1924 року. Назва села це силабічна абревіатура Арчі Кемпбела (англ. Archie Campbell) та Ерві Хенсон (англ. Ervie Hanson) — радників; і Вільяма Пірса (англ. William Pierce) — секретаря-скарбника з виконавчої ради Сільського муніципалітету бар'єрної долини (англ. Rural Municipality of Barrier Valley No. 397).

## Населення

### Чисельність
| 2001 | 2006 | 2011 | 2016 |
| ---- | ---- | ---- | ---- |
| 215  | 185  | 200  | 166  |